# Elmar Engholm
Elmar Engholm, född 2 oktober 1992, är en svensk friidrottare (primärt hinderlöpare) tävlande för Hässelby SK. 

## Karriär
Vid junior-EM i Tallinn, Estland år 2011 sprang Elmar Engholm 1 500 meter men slogs ut i försöken.
Engholm tävlade på 1 500 meter också vid U23-EM 2013 i Tammerfors men slogs ut i försöken även här.
Vid Europamästerskapen i Amsterdam år 2016 deltog Engholm på 3 000 meter hinder men blev utslagen i försöksheaten.

## Personliga rekord
| Utomhus - 800 meter – 1:48,19 (Stockholm, Sverige 10 juni 2018) - 1 000 meter – 2:21,46 (Varberg, Sverige 15 juli 2019) - 1 500 meter – 3:39,75 (Heusden, Belgien 21 juli 2018) - 1 engelsk mil – 3:58,74 (Dublin, Irland 19 juli 2018) - 3 000 meter – 8:04,44 (Göteborg, Sverige 18 augusti 2018) - 5 000 meter – 14:31,72 (Söderhamn, Sverige 9 augusti 2015) - 10 km landsväg – 30,26 (Würzburg, Tyskland 14 april 2019) - 2 000 meter hinder – 5:59,99 (Gävle, Sverige 16 juli 2010) - 3 000 meter hinder – 8:37,44 (Eugene, Oregon USA 8 juni 2016) | Inomhus - 400 meter – 51,35 (Sätra, Sverige 11 februari 2012) - 800 meter – 1:50,03 (Albuquerque, New Mexico USA 27 februari 2016) - 1 500 meter – 3:47,54 (Sätra, Sverige 3 februari 2018) - 1 engelsk mil – 4:00,79 (Fayetteville, Arkansas USA 13 mars 2015) - 3 000 meter – 8:08,10 (Uppsala, Sverige 11 februari 2018) |

### Fotnoter
1. ↑  ”Stafett-SM 2011” (pdf). Arkiverad från originalet den 6 april 2015. https://web.archive.org/web/20150406214723/http://www.proteamonline.se/storage/customers/2202/editor/resultat_2011/Stafett_SM_2011_Res.pdf. Läst 22 maj 2013.
2. ↑  ”Terräng-SM 2012”. smfriidrott.com. Arkiverad från originalet den 11 juni 2013. https://web.archive.org/web/20130611223723/http://www.smfriidrott.com/tavling/terr%C3%A4ng-sm-2012/resultat. Läst 16 april 2013.
3. ↑  ”Stora SM 2015, dag 2”. trackandfield.se. http://www.trackandfield.se/resultat/2015/150808.htm. Läst 31 oktober 2015.
4. 1 2  ”Stafett-SM 2017”. mai.se. http://mai.se/download/Resultatlista_Stafett-SM-2017.pdf. Läst 25 augusti 2017.
5. ↑  ”Terräng-SM 2017, dag 1 lag”. Neptron Timer. Arkiverad från originalet den 15 augusti 2019. https://web.archive.org/web/20190815114307/http://neptrontiming-development.azurewebsites.net/#/terrangsmdag12017/teams. Läst 13 november 2017.
6. ↑  ”Terräng-SM 2017, dag 2 lag”. Neptron Timer. Arkiverad från originalet den 15 augusti 2019. https://web.archive.org/web/20190815114307/http://neptrontiming-development.azurewebsites.net/#/terrangsmdag22017/. Läst 13 november 2017.
7. 1 2  ”Stora SM 2018”. http://www.trackandfield.se/resultat/2018/180824.htm. Läst 5 september 2018.
8. 1 2  ”Stafett-SM 2018-05-26/27”. trackandfield.se. http://trackandfield.se/resultat/2018/180526_27.htm. Läst 5 september 2018.
9. ↑  ”Resultat Terräng-SM”. hogbyif.se. Arkiverad från originalet den 1 november 2018. https://web.archive.org/web/20181101015406/http://hogbyif.se/friidrott/resultat/2018/TSM_2018/samlad-lista.pdf. Läst 31 oktober 2018.
10. ↑  ”Stafett-SM 2019-05-25/26”. huddingeais.se. https://data.huddingeais.se/tavling/19/stafettsm/190525.htm. Läst 25 augusti 2019.
11. ↑  ”Resultat från Racetimer - Resultat från Terräng-SM 2019”. marathon.se. https://www.marathon.se/racetimer?v=/sv/race/show/4740%3Flayout%3Dmarathon. Läst 16 oktober 2019.
12. ↑  Hedman, Jonas (12 oktober 2019). ”Seger i SM-debuten för Mohammad”. friidrott.se. Arkiverad från originalet den 6 november 2019. https://web.archive.org/web/20191106200718/http://www.friidrott.se/nyheter.aspx?id=23981. Läst 16 oktober 2019.
13. 1 2  ”esultat: SM-JSM-USM-VSM Terräng, Vällingby 24‐25.10.20 Terräng”. friidrottsstatistik.se. https://www.friidrottsstatistik.se/resultsswe.php?CID=12973276&Season=2020. Läst 25 november 2020.
14. ↑  ”Resultat: SM-JSM-USM-VSM Stafett, Göteborg/S 12‐13.9.20 Stafetter”. friidrottsstatistik.se. https://www.friidrottsstatistik.se/resultsswe.php?CID=12970598&Season=2020. Läst 25 november 2020.
15. ↑  ”Resultat: SM-JSM-USM-VSM Terräng, Jönköping 26‐27.10.24 Terräng”. friidrottsstatistik.se. https://www.friidrottsstatistik.se/resultsswe.php?CID=13082796&Season=2024. Läst 2 augusti 2025.
16. ↑  ”Resultat: SM-JSM-USM-VSM Stafett, Västerås 24‐25.5.25”. friidrottsstatistik.se. https://www.friidrottsstatistik.se/resultsswe.php?CID=13104870&Season=2025. Läst 1 augusti 2025.
17. ↑  ”Stora inne-SM 2012, resultat”. trackandfield.se. http://www.trackandfield.se/Resultat/2012/120218_19.htm. Läst 19 juli 2012.
18. ↑  ”ISM 2018 2018-02-27”. primawebb.se. Arkiverad från originalet den 28 februari 2018. https://web.archive.org/web/20180228042650/http://primawebb.se/giffri/ism2018/Results_Total.html. Läst 27 februari 2018.
19. 1 2 3 4 5 6 7 8 9 10 11 12 13 14 15  ”Personsida på IAAF:s webbplats” (på engelska). iaaf.org. https://www.iaaf.org/athletes/sweden/elmar-engholm-268116. Läst 4 oktober 2019.
20. ↑  ”European Athletics U20 Championships - Tallinn 2011” (på engelska). european-athletics.org. http://www.european-athletics.org/competitions/european-athletics-u20-championships/history/year=2011/results/index.html. Läst 10 november 2017.
21. ↑  ”European Athletics U23 Championships - Tampere 2013” (på engelska). european-athletics.org. http://www.european-athletics.org/competitions/european-athletics-u23-championships/history/year=2013/results/index.html#. Läst 17 oktober 2017.
22. ↑  ”European Athletics Championships - Amsterdam 2016” (på engelska). european-athletics.org. http://www.european-athletics.org/competitions/european-athletics-championships/history/year=2016/results/. Läst 27 december 2016.
23. ↑  Hedman, Jonas (6 juli 2016). ”Emil är i EM-final!”. friidrott.se. Arkiverad från originalet den 8 februari 2017. https://web.archive.org/web/20170208034351/http://www.friidrott.se/nyheter.aspx?id=19723. Läst 6 februari 2017.
24. 1 2 3 4 5 6 7 8 9 10 11  ”Personsida på European Athletics' webbplats” (på engelska). european-athletics.org. http://www.european-athletics.org/athletes/group=e/athlete=152494-engholm-elmar/index.html. Läst 4 oktober 2019.